# アミメニシキヘビ
アミメニシキヘビ（網目錦蛇、Malayopython reticulatus）は、ニシキヘビ科マレーニシキヘビ属に分類されるヘビ。特定動物に指定されている。別名レティキュレートパイソン、レティック、マレーニシキヘビ。

## 分布

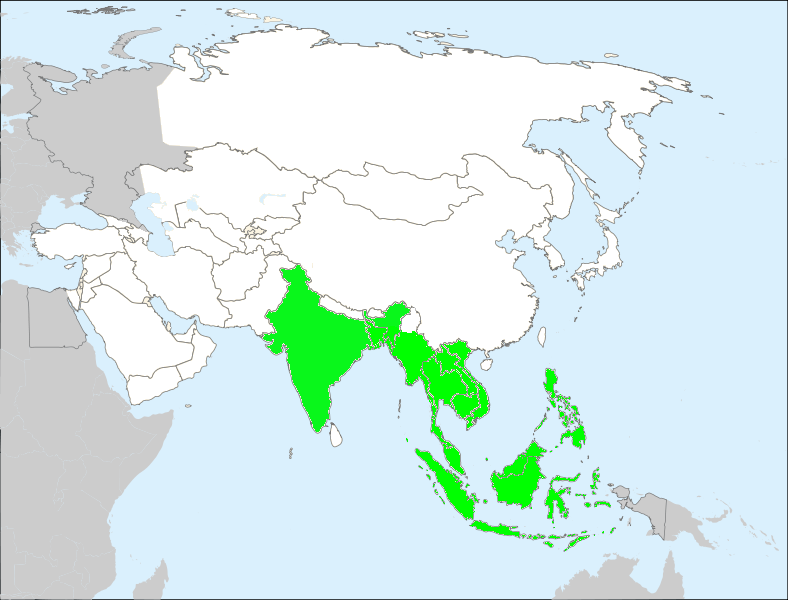
アミメニシキヘビの分布

インド、インドネシア、カンボジア、シンガポール、タイ、ベトナム、フィリピン、マレーシア、ミャンマー、ラオス など、南アジア～東南アジアにかけての一帯の、温暖湿潤気候～熱帯雨林の地域を中心に生息している。
泳ぎが得意で、遠く離れた海域でも生息していることが報告されており、生息域内の多くの小さな島々に生息している。

## 形態
最大全長7m以上になる世界最長のヘビ。文献によっては最大全長990cmとされる。体重は飼育下では160kgを超える個体も確認されている。2022年現在の世界最長記録は8m越えの個体であるが、通常は5～7メートル、体重は30～50㎏である。オスよりメスが大型化する。
背面に網目状の斑紋が並ぶ。種小名reticulatusは「網目模様の」の意で、和名や英名と同義。
分布が広いため体色や全長は地域によっても異なり、大型化する地域がある反面インドネシアのジャンペア島の個体群は最大全長が250cm程度とも言われている。

## 生態
熱帯雨林や耕作地など、幅広い環境に生息する。シンガポールでは下水道にも生息する。幼蛇時には樹上棲傾向が強いが、成長に伴い地表棲となる。夜行性で、昼間は茂みや樹洞などで休む。
食性は動物食で、爬虫類、鳥類、哺乳類などを食べる。大型個体ではマレーグマやヒトの捕食例もある。大型動物の捕食記録で一番多いのはイノシシである。
口と牙で獲物に噛み付いた後、長い身体で巻き付き、窒息するまでゆっくり締め上げるとされてきた。しかし、2015年頃から、窒息ではなく、強く獲物の体を締め上げることで、獲物の心臓を止めて殺すことが分かった。上手く締め付けると、わずか数秒で獲物は死亡するため、窒息よりも速く殺すことが可能である。獲物を殺した後、丸呑みにする。
繁殖形態は卵生で10-50個、多いときには100個もの卵を産み、一度に124個産んだ事例も報告されている。メスは卵の周りにとぐろを巻き保護するが、卵を守る行為は爬虫類では珍しい習性とされる。卵は2～3ヵ月で孵化する。
また、メスがオスとの交配無しで単独で子供を作る単為生殖をすることも確認されている。
寿命は平均して20～30年と言われている。

## 人間との関係
皮はそのアミメの美しさと、体長の大きさによる加工のしやすさから、革製品として利用される。
食用とされることもあり、味は鶏肉のようで、美味とされる。
ペットとして飼育されることもあり、日本にも輸入されている。動物愛護法によって特定動物に指定されており、大型化しないとされる個体群においても別種や亜種として分割されていないため、飼育には地方自治体の許可が必要であった。2020年6月1日から愛玩目的での飼育は禁止され、新たに飼育許可が下りなくなったため、現在飼育されている個体の飼い主はそれ以前に許可を得ている人々である。
動物園では、頭から半径150㎝より外には攻撃できない特性を利用して、掃除の際は衝立で仕切った上でフックを使用するなどの工夫を行っている。また餌やりの際は巻き付かれるリスクを考慮して、緊急用の携帯電話を持つ施設もある。

## 事件
茨城県の死亡事件
2012年4月14日午後11時5分ごろ、茨城県牛久市に住む男性が長男の経営するペットショップの飼育場で倒れているのが発見された。飼育されていた体長約6.5mのアミメニシキヘビが何らかの理由で飼育されていた木製の檻から出て男性を襲ったとみられ、男性には右腕や頭にかまれた痕、首や頭には絞められた痕があり、収容先の病院で間もなく死亡が確認された。
インドの丸飲み事件
2013年11月、インドで泥酔して路上に寝込んだ男性を襲って飲み込んだとされる、アミメニシキヘビの丸々太った体の写真が報道された。ただし、この写真は、2012年8月には中国で飲み込まれたとネット上で流布され、撮影地がインドかどうか、実際に飲み込んだものが何かも定かではないことが指摘されている。
神奈川県の脱走事件
2021年5月6日には、神奈川県横浜市の集合住宅で飼われていた体長約3.5m、体重約10キロのアミメニシキヘビが逃亡し、飼い主が通報して警察が捜索する事件があった。警察は延べ269人を動員して、集合住宅から約300ｍの範囲内を捜索、餌となっていた冷凍ラットを囮にした捕獲作戦などを行ったが、発見に至らずに5月21日に警察の捜索が終了した。
飼い主の依頼を受けて捜索に協力していた白輪剛史（日本爬虫類両生類協会理事長）は、外気温の低さやこれまでの捜索で見つからなかったことなどから「まだ建物内部に潜んでいるのではないか」と推測。さらに、集合住宅の住人から「天井裏で生き物が動くような音を聞いた」という証言もあったため、管理会社と賃貸主が協議の上で、アパート住人の許可を得て、同月22日に地元警察・消防の立ち会いのもとで集合住宅の建屋構造内の捜索が行われた。
捜索の結果、同日夕方頃に集合住宅の屋根裏の骨組みに巻き付いている状態で発見され、発生から17日後の5月22日に無事に捕獲された。捕獲された個体は野毛山動物園へ移送され、同地で保管されている。その後、茨城県の販売業者に譲渡され、2重のドアがあるケージで厳重に管理されているという。
神奈川県警戸塚署の調べによると、飼い主は2017年7月に飼養許可をえて個体を飼い始めたが、無届けのままケージを木製のものに変更。ヘビが脱走した時点で、箱の引き戸カギが壊れた状態であったという。飼い主は6月10日に動物愛護法違反で書類送検された。9月7日には略式起訴されている。横浜簡易裁判所は同月9日付で罰金30万円の略式命令を出した。
横浜市は、飼い主が市の許可を受けたケージとは違うケージで個体を飼育し、施設設備も十分でなかったとみて「県警と相談しながら法令に照らした対応を取る」としていた。1980年に宮崎県延岡市でコブラが脱走した際には、飼い主に対して捜索費用など1000万円の損害賠償請求が認められた判例があるため、今回のケースも飼い主の重過失として、横浜市が損害賠償請求をする可能性があるという。
捜索に協力していた白輪剛史のもとには、この騒動の後に別の個体の飼い主から「飼育に家族から反対を受け、手放さざるを得ない」と電話相談があり、行政とも相談のうえで引き取ったという。
インドネシアの丸呑み事件
- 2017年3月、西スラウェシ州のヤシ農園で、25歳の労働者の男性が7mのアミメニシキヘビの体内から見つかった[28][29]。

- 2018年に、54歳の女性が体長7mのアミメニシキヘビに丸呑みされた[28]。

- 2020年6月、インドネシア南東のスラウェシ州ボンバナ県で、16歳の少年が体長7mのニシキヘビに襲われ死亡。事件はルンビア地区カハル山の滝の近くで起きた。ヘビに襲われ少年が叫び、近くにいた他の友人たちが駆けつけたとき、少年はヘビに巻きつかれ太ももを噛まれていた。助けを呼び、ナタでヘビを殺したが、少年は助からなかった[30]。

- 2022年、スマトラ島ジャンビ州のゴム農園勤務の女性が死亡[29]。
- 2024年6月7日、スラウェシ州で、45歳の女性の遺体がアミメニシキヘビの体内から発見された[31][29]。